# Michael Stuhlbarg
Michael Stuhlbarg (/ˈstuːlˌbɑːrɡ/; sinh ngày 5 tháng 7 năm 1968) là một diễn viên người Mỹ. Ông được biết đến nhiều hơn nhờ vai giáo sư đại học gặp khó khăn Larry Gopnik trong bộ hài kịch đen A Serious Man (2009), đạo diễn bởi anh em nhà Coen. Stuhlbarg đã xuất hiện trong nhiều bộ phim và phim truyền hình trong vai các nhân vật thực tế, như George Yeaman trong Lincoln (2012), Lew Wasserman trong Hitchcock (2012), Andy Hertzfeld trong Steve Jobs (2015), Edward G. Robinson trong Trumbo (2015), Abe Rosenthal trong The Post (2017), và Arnold Rothstein trong Boardwalk Empire  của HBO (2010–2013). Và vai phụ đáng chú ý khác bao gồm Men in Black 3 (2012), Blue Jasmine (2013), Arrival, và Doctor Strange (2016), cũng như mùa thứ ba của loạt phim truyền hình tuyển tập Fargo (2017).
Trong năm 2017, Stuhlbarg xuất hiện trong các bộ phim nổi tiếng Call Me by Your Name, The Shape of Water và The Post, cả ba đều được đề cử giải Giải Oscar cho phim hay nhất cũng như nhiều chiến thắng và đề cử từ các nhà phê bình và các nhóm giải thưởng khác.

## Đời sống cá nhân và học vấn
Stuhlbarg đã được sinh ra ở Long Beach, California, là con trai của Susan và Mort Stuhlbarg, là nhà hảo tâm. Ông được nuôi dạy như một người Do Thái Cải cách. Ông đã nói, "Đó là một sự cộng hưởng tâm linh hơn là trái ngược với đặc biệt của Do Thái giáo". Stuhlbarg được đào tạo tại Trường Juilliard ở thành Phố New York, nơi ông là thành viên của Drama Division’s Group 21 (1988–1992).Ông tốt nghiệp Juilliard với bằng Cử nhân Mỹ thuật vào năm 1992.
Stuhlbarg cũng học diễn xuất ở Đại học California tại Los Angeles, nhạc viện Vilnius ở Lithuania, Học viện Kịch nghệ người Mỹ gốc Anh tại Oxford, và Nhà hát Tuổi trẻ Quốc gia Anh tại Đại học Luân Đôn. Ông cũng nghiên cứu MIME với Marcel Marceau. Stuhlbarg đã kết hôn với Mai-Linh Lofgren.

## Sự nghiệp

### 1993–2005
Stuhlbarg bắt đầu sự nghiệp xuất hiện trên sân khấu. Trong một sản phẩm năm 1993 của Saint Joan, Stuhlbarg trong vai Charles VII của Pháp; Tuy nhiên, nhà phê bình UPI Frederick M. Winship nghĩ rằng Stuhlbarg đã bị lãng quên trong quá trình sản xuất. Năm sau, anh đóng vai nhân vật chính trong Richard II. Viết cho The New York Times, nhà phê bình nhà hát David Richards gọi Stuhlbarg là "diễn viên trẻ đầy hứa hẹn",nhưng cảm thấy vai diễn Richard của anh ấy là một "sự pha trộn của Rasputin và một nhà sưu tầm tiền tệ đáng ghét là hoàn toàn không thể tránh khỏi, nhưng tôi muốn tin đó không phải lỗi của anh ấy. " Ông đóng vai chính trong hai nhân vật của Old Wicked Songs suốt cuối năm 1995. Đối với vai diễn của mình năm 1996 của Eugene O'Neill trong Long Day’s Journey, Stuhlbarg đã giành giải thưởng Elliot Norton cho nam diễn viên xuất sắc trong một công ty sản xuất lớn. Trong  năm 1997 Henry VIII, Stuhlbarg đóng nhiều vai trò, bao gồm cả Thomas Cranmer.
Stuhlbarg thực hiện bộ phim đầu tay của mình trong bộ phim năm 1998 A Price Above Rubies, với sự tham gia của Renée Zellweger. Trong năm 1999 Studio 54 sản xuất vở nhạc kịch Cabaret, Stuhlbarg chơi vai Ernst Ludwig, một người Đức trong quá trình sản xuất được tiết lộ là một Đức quốc xã. Stuhlbarg đóng hai vai trò của cả Time và Clown trong năm 2000, The Winter's Tale của William Shakespeare; Nhà phê bình của tờ New York Press, Jonathan Kalb, ca ngợi "sự trìu mến đáng yêu của anh ấy và duyên dáng". Trong bộ phim chiến tranh do Tim Blake Nelson đạo diễn The Grey Zone (2001), Stuhlbarg đóng vai một người Do Thái Hungary, người trở thành một Sonderkommando trong Đức Quốc xã trại tập trung Auschwitz Stuhlbarg trước đây đã xuất hiện trong vở kịch của Nelson vào năm 1996. Sau xuất hiện trong các sản phẩm  Cymbeline, Twelfth Night, và The Persians Stuhlbarg đã có một màn trình diễn được đánh giá cao trong The Broadway năm 2005 của vở kịch Martin McDonagh vai The Pillowman. Anh đóng vai Michal, một người đàn ông bị tổn thương tinh thần, người đã phải chịu đựng nhiều năm lạm dụng từ cha mẹ và nhận 50 pounds cho vai diễn. Ben Brantley của tờ The New York Times ca ngợi Stuhlbarg vì "mạnh dạn và chuyên nghiệp" thu hút "cả sự vô tội lẫn sự xấu xa của Michal".. Stuhlbarg đã giành được Giải thưởng bộ phim truyền hình cho diễn viên nổi bật xuất sắc trong một vở kịch và nhận được đề cử Giải Tony đầu tiên cho buổi biểu diễn của mình.

### 2006–2013
Vào năm 2006, Stuhlbarg xuất hiện trong các vở kịch Measure for Pleasure và The Voysey Inheritance. Ông đã đóng một vai trong Aaron Sorkin’s series phim truyền hình Studio 60 on the Sunset Strip từ năm 2006 để 2007, được phát sóng một mùa. Bộ phim đầu tiên của anh xuất hiện năm 2008 là bộ phim truyền hình độc lập Afterschool, trong đó anh đóng vai hiệu trưởng trung học "nghiêm túc" và anh có một cảnh trong Body of Lies của Ridley Scott làm luật sư. Cũng trong năm 2008, Stuhlbarg đóng vai Hoàng tử Hamlet trong việc sản xuất vở kịch của William Shakespeare tại Nhà hát Delacorte ở Oskar Eustis. Vào tháng 8 năm đó, Stuhlbarg được chọn làm nhân vật chính trong bộ phim của anh em nhà Coen, A Serious Man. hài kịch đen trong đó ông miêu tả giáo sư đại học Do Thái Larry Gopnik, đã được phát hành vào tháng 10 năm 2009 Trong bài đánh giá của ông về bộ phim, nhà phê bình Chicago Sun-Times, Roger Ebert cảm thấy rằng "Phần lớn sự thành công của một người đàn ông nghiêm túc xuất phát từ cách Michael Stuhlbarg đóng vai. Ông ấy không đóng vai Gopnik như một kẻ buồn hay kẻ thua cuộc, một người rên rỉ hay một người trầm cảm, mà là một người đàn ông hy vọng, không thể tin những gì đang xảy ra với anh ta". Ông ta được đề cử cho Giải quả Cầu Vàng cho Diễn viên phim ca Nhạc hay Hài cho vai diễn của mình trong phim. Cold Souls, bản phát hành khác của anh ấy năm 2009, Stuhlbarg với vai trò nhỏ hơn như một nhà tư vấn quỹ phòng hộ, và ông cũng là khách mời trong tập "There’s No Place Like Mode" của loạt phim hài Ugly Betty.
Bắt đầu từ tháng 9 năm 2010, Stuhlbarg miêu tả ông chủ tội phạm có tổ chức Arnold Rothstein trong bộ phim truyền hình tội phạm HBO của Terence Winter, Boardwalk Empire. Nhân vật được viết ra sau mùa thứ tư của chương trình vào năm 2013. Martin Scorsese đạo diễn tập thí điểm của chương trình, sau khi đã hướng dẫn Stuhlbarg trong bộ phim ngắn The Key to Reserva (2007). Trong bộ phim phiêu lưu lịch sử của Scorsese, Hugo (2011), Stuhlbarg đóng vai René Tabard là một nhà sử học điện ảnh. Stuhlbarg xuất hiện trong bộ phim hài khoa học viễn tưởng Men in Black 3 (2012) với vai Griffin, một người ngoài hành tinh thông minh có khả năng giúp Agent J (do Will Smith đóng) và K (do Tommy Lee Jones và Josh Brolin thủ vai). Đạo diễn của bộ phim, Barry Sonnenfeld, nói rằng sau khi nhìn thấy kịch bản và sổ tay của Stuhlbarg chứa đầy "những nét vẽ nguệch ngoạc, ghi chú, sơ đồ" rằng "Nó làm tôi nghi ngờ rằng có lẽ tôi đã thực sự đúc một người ngoài hành tinh. Đối với Michael, tất cả các ký hiệu nhỏ của anh đều có ý nghĩa. Đối với tôi, chúng thật đáng sợ và không thể giải mã được". Cuối năm, Stuhlbarg xuất hiện một thời gian ngắn với tư cách là một sát thủ cùng với diễn viên đồng sáng lập Boardwalk Empire Michael Pitt trong cảnh mở màn vở hài kịch đen tối của Martin McDonagh, Seven Psychopaths. Bản phát hành thứ ba của ông vào năm 2012 là bộ phim lịch sử Lincoln, đạo diễn bởi Steven Spielberg và diễn viên Daniel Day-Lewis vai Tổng thống Abraham Lincoln. Trong phim, ông đại diện cho Đảng Dân chủ, George Yeaman là đại diện của Kentucky. Hitchcock là bộ phim dựa trên nhân vật có thật Alfred Hitchcock, là bản phát hành cuối cùng của năm, với Stuhlbarg là nhà điều hành phòng thu Lew Wasserman. Trong bộ phim hài của Woody Allen là Blue Jasmine (2013), với sự tham gia của Cate Blanchett, Stuhlbarg trong vai với tư cách là nha sĩ, người đã tạo nên những tiến bộ tình dục không mong muốn cho nhân vật của Blanchett.

### 2014–nay

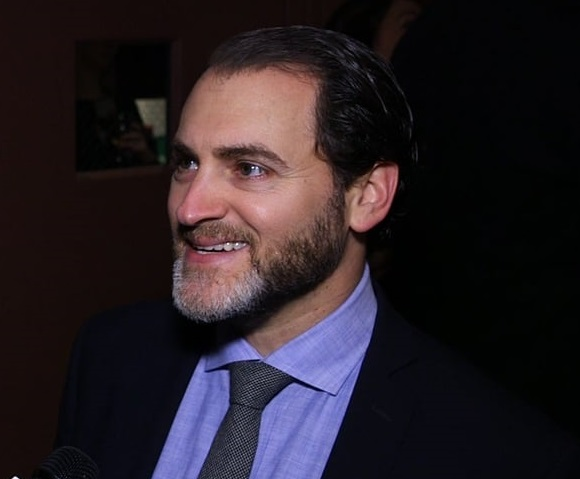
Stuhlbarg tại Lễ trao giải Artios lần thứ 30 năm 2016

Stuhlbarg trong vai quản lý của kiện tướng cờ Bobby Fischer, Paul Marshall, trong bộ phim Pawn Sacrifice (2014), với sự tham gia của Tobey Maguire trong vai Fische. Trong năm 2015 bộ phim Steve Jobs, là phim dựa trên một nhân vật có thật cùng tên của Danny Boyle, Stuhlbarg, vai nhà khoa học máy tính Andy Hertzfeld, một thành viên ban đầu của nhóm Mac. Ông xuất hiện trong hai bộ phim tiểu sử khác trong năm đó - Trumbo, dựa trên cuộc đời của nhà biên kịch Dalton Trumbo (do Bryan Cranston thủ vai), Stuhlbarg miêu tả diễn viên Edward G. Robinson, người bị cáo buộc có quan hệ với Đảng Cộng sản trong Hollywood và Stuhlbarg đóng vai phụ trong Miles Ahead của Don Cheadle, dựa trên cuộc đời của Miles Davis. Stuhlbarg đóng vai một điệp viên CIA trong bộ phim khoa học viễn tưởng Arrival (2016), xuất hiện cùng với Amy Adams, Jeremy Renner và Forest Whitaker khi họ cố gắng dịch các thông tin liên lạc từ một loài ngoài hành tinh. Trong cùng tháng đó, Stuhlbarg thủ vai Nicodemus West, đồng nghiệp và đối thủ với nhân vật chính (do Benedict Cumberbatchthủ vai) trong bộ phim siêu anh hùng Doctor Strange. Trong bản phát hành cuối cùng của năm, bộ phim kinh dị chính trị Miss Sloane, Stuhlbarg nổi bật với tư cách là một công ty vận động hành lang của Ireland chiến đấu chống lại sự kiểm soát súng. Brian Truitt của USA Today ca ngợi màn trình diễn "tuyệt vời" của anh và tuyên bố anh là "Một trong những người giỏi nhất Hollywood ngay bây giờ".
Trong mùa thứ ba của loạt phim truyền hình tuyển tập tội phạm Fargo, Stuhlbarg vào vai Sy Feltz, một đối tác kinh doanh trung thành và tận tụy với nhân vật Emmit Sussy do Ewan McGregor đóng. Mùa đầu tiên ra mắt vào tháng 4 năm 2017. Vào tháng 11, Stuhlbarg đóng vai Samuel Perlman là một giáo sư khảo cổ, có cậu con trai Elio (do Timothée Chalamet thủ vai) phát triển mối quan hệ với trợ lý của cha mình (do Armie Hammer thủ vai), trong bộ phim lãng mạn Call Me by Your Name. Stuhlbarg cảm nhận Perlman là một nhân vật "hào phóng, yêu thương và hiểu biết" và đạo diễn Luca Guadagnino nói rằng việc chọn Stuhlbarg vì ông ấy là "một người có thể mang theo sự mềm mại và ấm áp và đồng thời truyền đạt kiến thức tuyệt vời và văn hóa vĩ đại". Lời tâm sự của Perlman dành cho Elio trong phim được nhà văn Nell Minow của Huffington Post mô tả là "một trong những cảnh chuyển động nhất từng được quay". Đối với bộ phim giả tưởng của Guillermo del Toro là The Shape of Water, phát hành vào tháng 12, Stuhlbarg yêu cầu phải nói tiếng Nga khi vào vai Dr. Robert Hoffstetler, một điệp viên Liên Xô. Diễn xuất cuối cùng của ông vào năm 2017 và là lần phát hành thứ hai của tháng 12, ông là biên tập viên của The New York Times, A. M. Rosenthal, trong The Post, là một phim chính trị của Steven Spielberg, với sự tham gia của Tom Hanks và Meryl Streep mô tả lại việc xuất bản hồ sơ Lầu Năm Góc của các nhà báo từ The Washington Post and The Times. Với màn trình diễn của mình trong Call Me By Your Name, The Shape of Water và The Post, anh trở thành diễn viên thứ sáu xuất hiện trong ba bộ phim được đề cử Giải Oscar cho phim hay nhất trong cùng một năm.
Năm 2018 ông xuất hiện trong miniseries Looming Tower trong vai hoàng đế chống khủng bố Richard A. Clarke. Stuhlbarg xuất hiện trong vai Gore Vidal là đối tác trong nước của Howard Austen dựa trên nhân vật có thật Gore, với sự tham gia của Kevin Spacey trong vai Vidal, nhưng bộ phim đã bị thu hồi trong bối cảnh liên tục có những cáo buộc hành vi sai trái chống lại Spacey.
Ông cũng xuất hiện trong miniseries The Looming Tower (2018) trong vai kẻ chống khủng bố Richard A. Clarke và nhận được một đề cử cho giải thưởng  Primetime Emmy Award.

## Các phim đã đóng

### Phim điện ảnh
| Năm  | Tựa                  | Vai                                     | Đạo diễn           | Ghi chú |
| ---- | -------------------- | --------------------------------------- | ------------------ | --- |
| 1998 | A Price Above Rubies | Young Hassid                            | Boaz Yakin         | |
| 1999 | Macbeth in Manhattan | Robert / Ross                           | Greg Lombardo      | |
| 2001 | The Grey Zone        | Cohen                                   | Tim Blake Nelson   | |
| 2008 | Afterschool          | Mr. Burke                               | Antonio Campos     | |
| 2008 | Body of Lies         | Ferris' Attorney                        | Ridley Scott       | |
| 2009 | Cold Souls           | Hedge Fund Consultant                   | Sophie Barthes     | |
| 2009 | A Serious Man        | Larry Gopnik                            | Coen Brothers      | Independent Spirit Awards – Robert Altman Award Santa Barbara International Film Festival – Virtuoso Award Satellite Award for Best Actor – Motion Picture Musical or Comedy Nominated – Chicago Film Critics Association Award for Best Actor Nominated – Golden Globe Award for Best Actor – Motion Picture Musical or Comedy Nominated – Gotham Independent Film Award for Best Ensemble Cast Nominated – London Film Critics Circle Award for Actor of the Year Nominated – San Diego Film Critics Society Award for Best Performance by an Ensemble |
| 2010 | Goldstar, Ohio       | The Interviewer                         | Michael Tisdale    | |
| 2011 | Hugo                 | Prof. René Tabard                       | Martin Scorsese    | |
| 2012 | Men in Black 3       | Griffin                                 | Barry Sonnenfeld   | |
| 2012 | Seven Psychopaths    | Tommy                                   | Martin McDonagh    | Nominated – Boston Society of Film Critics Award for Best Cast Nominated – San Diego Film Critics Society Award for Best Ensemble Performance |
| 2012 | Lincoln              | George Yeaman                           | Steven Spielberg   | |
| 2012 | Hopper Stories       | Edward Hopper                           | Various            | |
| 2012 | Hitchcock            | Lew Wasserman                           | Sacha Gervasi      | |
| 2013 | Blue Jasmine         | Dr. Flicker                             | Woody Allen        | |
| 2014 | Cut Bank             | Derby Milton                            | Matt Shakman       | |
| 2014 | Pawn Sacrifice       | Paul Marshall                           | Edward Zwick       | |
| 2015 | Steve Jobs           | Andy Hertzfeld                          | Danny Boyle        | |
| 2015 | Trumbo               | Edward G. Robinson                      | Jay Roach          | Nominated – Screen Actors Guild Award for Outstanding Performance by a Cast in a Motion Picture |
| 2015 | Miles Ahead          | Harper Hamilton                         | Don Cheadle        | |
| 2016 | Arrival              | Agent Halpern                           | Denis Villeneuve   | |
| 2016 | Doctor Strange       | Nicodemus West                          | Scott Derrickson   | |
| 2016 | Miss Sloane          | Pat Connors                             | John Madden        | |
| 2017 | Call Me by Your Name | Prof. Samuel Perlman                    | Luca Guadagnino    | San Diego Film Critics Society Award for Body of Work Nominated – Chicago Film Critics Association Award for Best Supporting Actor Nominated – Critics' Choice Movie Award for Best Supporting Actor Nominated – San Francisco Film Critics Circle Award for Best Supporting Actor Nominated – Washington D.C. Area Film Critics Association Award for Best Supporting Actor Nominated – Detroit Film Critics Society Award for Best Supporting Actor Nominated – National Society of Film Critics Award for Best Supporting Actor                       |
| 2017 | The Shape of Water   | Dr. Robert Hoffstetler/Dimitri Mosenkov | Guillermo del Toro | San Diego Film Critics Society Award for Body of Work Nominated – National Society of Film Critics Award for Best Supporting Actor |
| 2017 | The Post             | Abe Rosenthal                           | Steven Spielberg   | Detroit Film Critics Society Award for Best Ensemble San Diego Film Critics Society Award for Body of Work Pending – Seattle Film Critics Society Award for Best Ensemble Nominated – Critics' Choice Movie Award for Best Acting Ensemble Nominated – National Society of Film Critics Award for Best Supporting Actor Nominated – San Diego Film Critics Society Award for Best Ensemble Nominated – Washington D.C. Area Film Critics Association Award for Best Ensemble                                                                             |
| TBA  | Shirley              | Stanley Edgar Hyman                     | Josephine Decker   | Post-production |

### Phim truyền hình
| Năm       | Tựa                           | Vai                      | Ghi chú |
| --------- | ----------------------------- | ------------------------ | --- |
| 1998      | Prey                          | Dr. Ed Tate              | Episode: "Hungry for Survival" (unaired pilot)                                                                 |
| 1999      | The Hunley                    | Wicks                    | Television film                                                                                                |
| 2006      | Law & Order: Criminal Intent  | Marcel Costas            | Episode: "Slither"                                                                                             |
| 2006–2007 | Studio 60 on the Sunset Strip | Jerry                    | 2 episodes |
| 2006–2010 | The American Experience       | Various Characters       | 4 episodes |
| 2007      | Damages                       | Dr. Bernard Herschenfeld | Episode: "And My Paralyzing Fear of Death"                                                                     |
| 2008      | Law & Order                   | Timothy Pace             | Episode: "Bogeyman"                                                                                            |
| 2009      | Ugly Betty                    | Heinrich                 | Episode: "There's No Place Like Mode"                                                                          |
| 2010–2013 | Boardwalk Empire              | Arnold Rothstein         | 32 episodes Screen Actors Guild Award for Outstanding Performance by an Ensemble in a Drama Series (2010–2011) |
| 2015–2016 | Transparent                   | Chaim                    | 2 episodes |
| 2017      | Fargo                         | Sy Feltz                 | 9 episodes |
| 2018      | The Looming Tower             | Richard Clarke           | 10 episodes |
| 2019      | Traitors                      | Rowe                     | |

## Sân khấu
| Năm       | Tựa                       | Vai                                                          | Ghi chú |
| --------- | ------------------------- | ------------------------------------------------------------ | --- |
| 1992      | Woyzeck                   | Barker / Soldier / Apprentice                                | The Public Theatre |
| 1993      | All's Well That Ends Well | Gentleman                                                    | Delacorte Theatre |
| 1993      | Saint Joan                | Dauphin, Charles VII                                         | Lyceum Theatre |
| 1993      | Three Men on a Horse      | Al / Radio Announcer                                         | Lyceum Theatre |
| 1993      | Timon of Athens           | The Old Athenian / Bandit                                    | Lyceum Theatre |
| 1993–1994 | The Government Inspector  | Ivan Shpekin                                                 | Lyceum Theatre |
| 1994      | Richard II                | King Richard II                                              | Anspacher Theater |
| 1995      | Old Wicked Songs          | Stephen Hoffman                                              | Playhouse 91 |
| 1996      | The Grey Zone             | Hoffman                                                      | MCC Theatre |
| 1996      | Taking Sides              | Lieutenant David Wills                                       | Brooks Atkinson Theatre |
| 1997      | Henry VIII                | Surveyor for Buckingham / Cranmer / Archbishop of Canterbury | Delacorte Theatre |
| 1997      | The Dybbuk                | Khonen                                                       | The Public Theatre |
| 1999      | Cabaret                   | Ernst Ludwig                                                 | Studio 54 |
| 2000      | The Winter's Tale         | Time / Clown                                                 | Delacorte Theatre |
| 2001      | The Invention of Love     | Alfred W. Pollard                                            | Lyceum Theatre |
| 2002      | Cymbeline                 | Posthumus Leonatus                                           | Lucille Lortel Theatre |
| 2002      | Twelfth Night             | Sir Andrew Aguecheek                                         | Delacorte Theatre |
| 2003      | The Persians              | Xerxes I                                                     | National Actors Theatre |
| 2004      | The Mysteries             | CSC Theatre                                                  | |
| 2004–2005 | Belle Epoque              | Francois                                                     | Mitzi E. Newhouse Theatre |
| 2005      | The Pillowman             | Michal                                                       | Booth Theatre Drama Desk Award for Outstanding Featured Actor in a Play Nominated – Tony Award for Best Featured Actor in a Play                                                     |
| 2006      | Measure for Pleasure      | Will Blunt                                                   | Anspacher Theatre Nominated – Lucille Lortel Awards for Outstanding Lead Actor in a Play                                                                                             |
| 2006      | The Voysey Inheritance    | Edward Voysey                                                | Linda Gross Theatre Joe A. Callaway Award for Best Actor Obie Award for Distinguished Performance by an Actor Nominated – Lucille Lortel Awards for Outstanding Lead Actor in a Play |
| 2008      | Hamlet                    | Hamlet                                                       | Delacorte Theatre |
| 2019      | Socrates                  | Socrates                                                     | The Public Theater |